# Юнусов, Анатолий Усманович
Анатолий Усманович Юнусов (26 августа 1934, пос. Майкудук, Октябрьский район, Карагандинская область — 4 февраля 1997) — ветеран труда, бригадир водителей тяжелых грузовых автопоездов, Герой Социалистического Труда (1986), лауреат Государственной премии СССР (1985).

## Биография
Трудовую деятельность начал в 1951 году электросварщиком в строительном управлении треста № 2 «Карагандашахтуправление».
В последующем водитель на этом предприятии (1956), бригадир Акмолинского автотранспортного предприятия (1974).
Депутат Верховного Совета СССР 11-созыва.
Награждён орденами и медалями СССР. Лауреат Государственной премии СССР (1985).
Проживал в Астане.
Скончался 4 февраля 1997 года, похоронен на Городском кладбище Астаны.